# Palle-Rosenkrantz-Preis

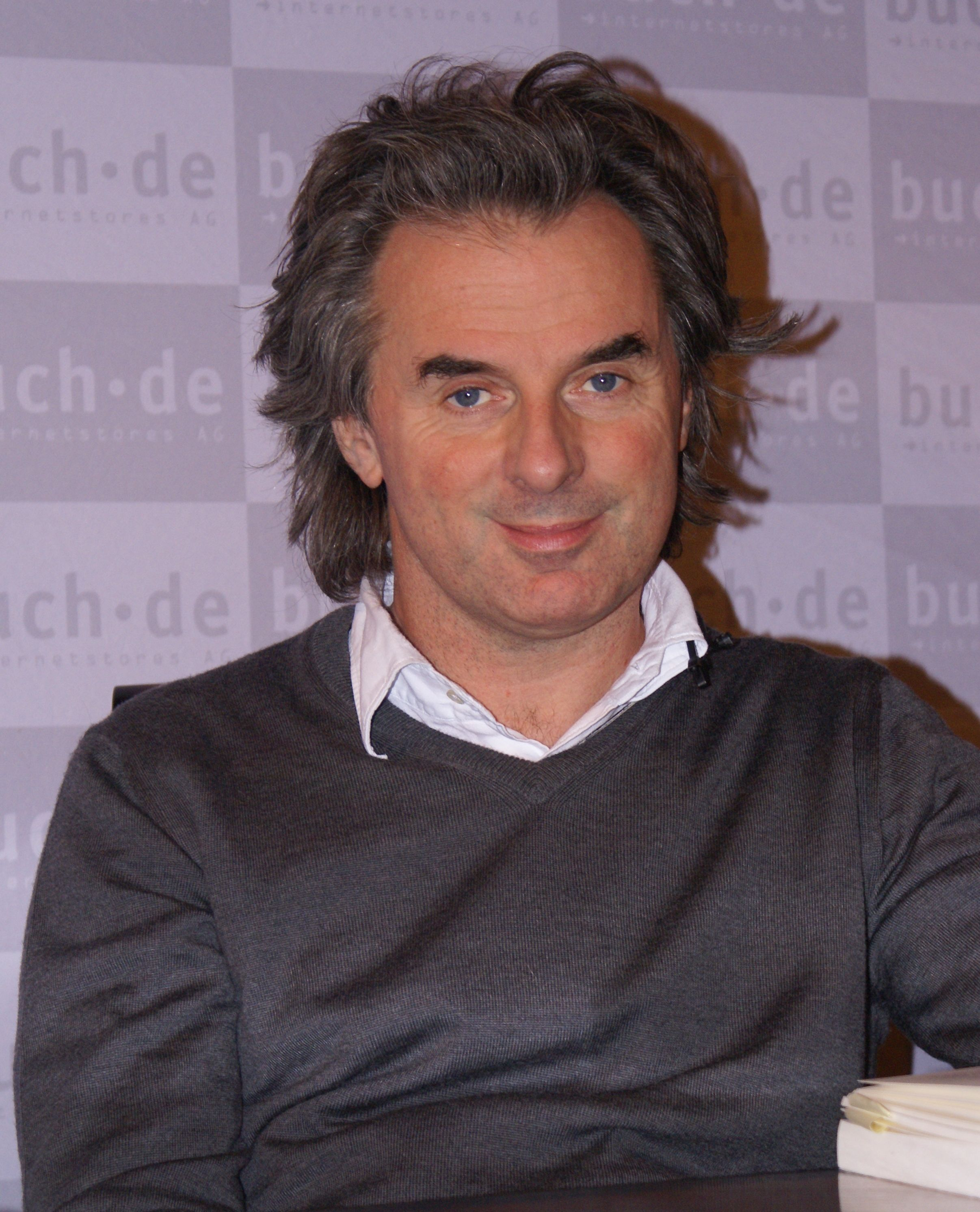
Jean-Christophe Grangé, Preisträger 2011

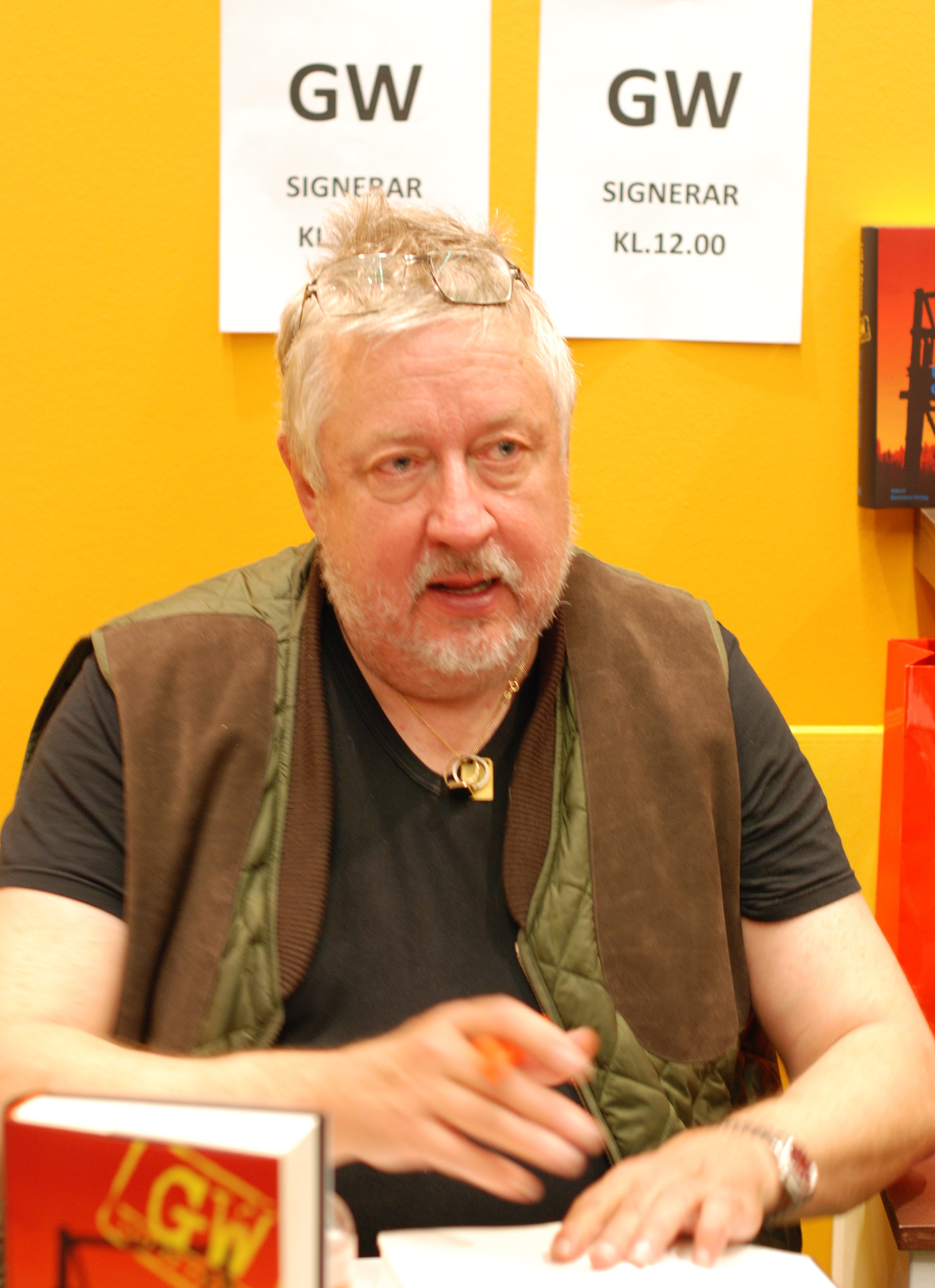
Leif G. W. Persson, Preisträger 2012

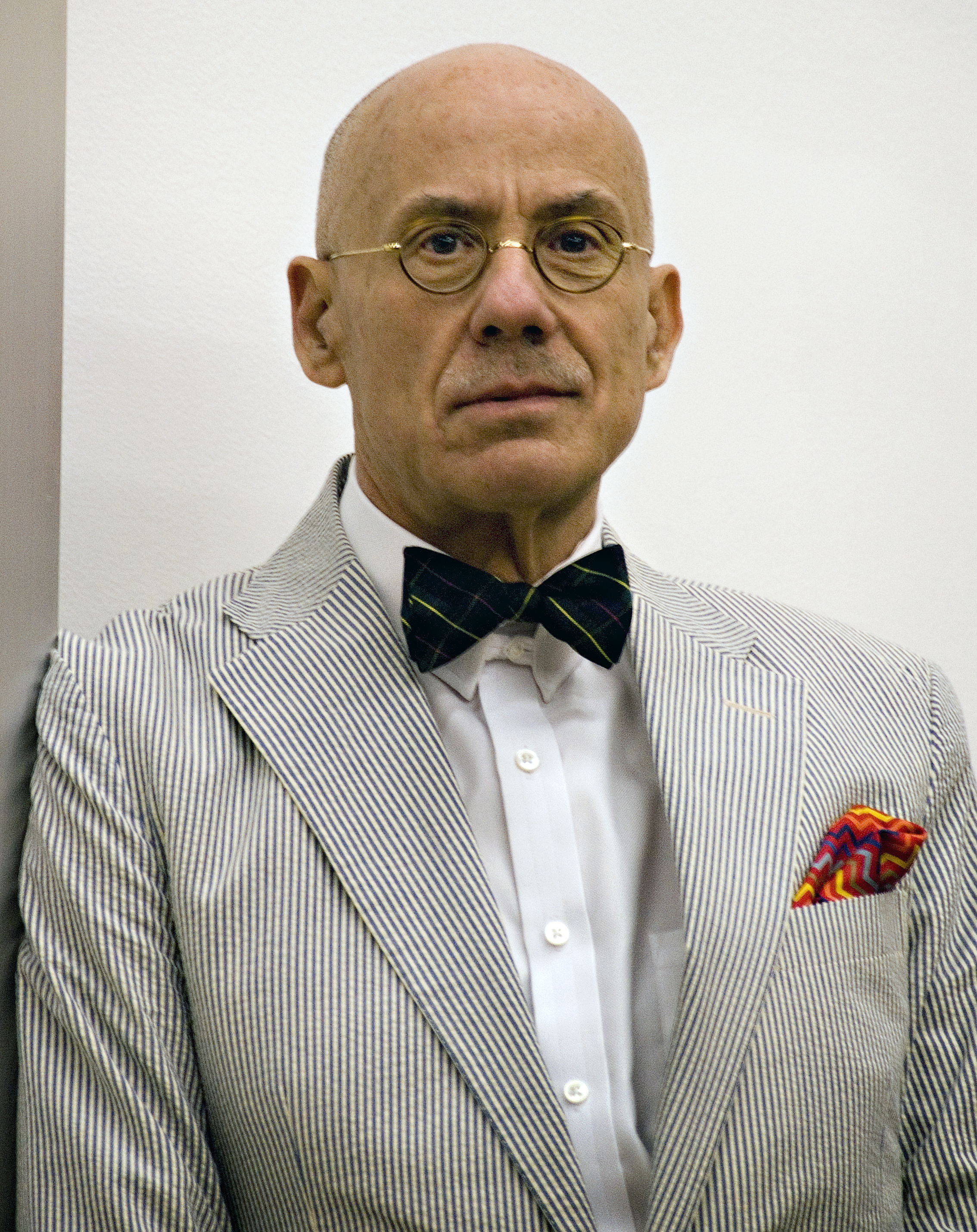
James Ellroy, Preisträger 2013

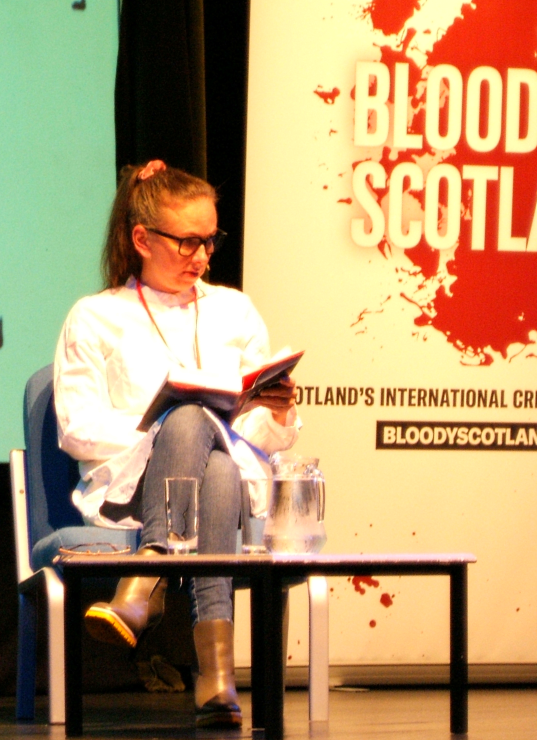
Yrsa Sigurðardóttir, Preisträgerin 2017

Der Palle-Rosenkrantz-Preis (Original: Palle Rosenkrantz Prisen) ist ein renommierter Literaturpreis für Kriminalliteratur in Dänemark. Er wird von der 1986 gegründeten "Det danske Kriminalakademi" (DKA) jährlich für einen in dänischer Sprache veröffentlichten Kriminalroman vergeben und ist derzeit (2010) mit 7.500 dänischen Kronen (circa 1.000 Euro) dotiert. In einer zweiten Kategorie, dem Palle-Rosenkrantz-Ehrenpreis für besondere Verdienste um die dänische Kriminalliteratur, gab es bisher nur eine Ehrung. Sponsoren sind die dänischen Verlage Borgen, Cicero, Gyldendal, Forum, Klim, Lindhardt & Ringhof und Modtryk. Der Namensgeber des Preises, Baron Palle Rosenkrantz (1867–1941), gilt aufgrund seiner im Jahre 1903 erschienenen Geschichte Hvad skovsøen gemte als erster Kriminalschriftsteller Dänemarks.

## Preisträger
| Jahr | Preisträger            | Titel Originaltitel. Verlag, Ort, Jahr1                                                      | Deutscher Titel Verlag, Ort Jahr1                       |
| 1987 | Fredrik Skagen         | Viktor! Viktor! Viktor! Viktor!. Cappelen, Oslo 1982                                         |                                                         |
| 1988 | P. D. James            | Indviet til mord A Taste for Death. Faber & Faber, London 1986                               | Der Beigeschmack des Todes Droemer-Knaur, München 1988  |
| 1989 | Leif Davidsen          | Den russiske sangerinde Lindhardt og Ringhof, Kopenhagen 1988                                |                                                         |
| 1990 | Erik Amdrup            | Renters rente Gyldendal, Kopenhagen 1989                                                     |                                                         |
| 1991 | Gunnar Staalesen       | Faldne engler Falne Engler. Gyldendal, Oslo 1989                                             | Gefallene Engel Butt, Kiel 1992                         |
| 1992 | John le Carré          | Den hemmelige pilgrim The Secret Pilgrim. Hodder & Stoughton, London 1991                    | Der heimliche Gefährte Kiepenheuer & Witsch, Köln 1991  |
| 1993 | Peter Høeg             | Frøken Smillas fornemmelse for sne Rosinante, Kopenhagen 1992                                | Fräulein Smillas Gespür für Schnee Hanser, München 1994 |
| 1994 | Ruth Rendell           | Som fuglen i krokodillens gab The Crocodile Bird. Hutchinson, London 1993                    | Der Krokodilwächter Blanvalet, München 1994             |
| 1994 | Barbara Vine           | Kong Salomons tæppe King Solomon’s Carpet. Viking, London 1991                               | König Salomon’s Teppich Diogenes, Zürich 1993           |
| 1995 | Arturo Pérez-Reverte   | Dumasklubben El club Dumas. Alfaguara, Madrid 1993                                           | Der Club Dumas Weitbrecht, Stuttgart 1995               |
| 1996 | Colin Dexter           | Vejen gennem skovene The Way Through the Woods. Macmillan, London 1992                       | Finstere Gründe Rowohlt, Reinbek 1993                   |
| 1997 | Reginald Hill          | Regnskabets dag Pictures of Perfection. HarperCollins, London 1994                           | Der Schrei des Eisvogels Knaur, München 2004            |
| 1998 | Caleb Carr             | Sindssygelægen The Alienist. Random House, New York 1997                                     | Die Einkreisung Heyne, München 1994                     |
| 1999 | Kim Småge              | En kernesund død En kjernesunn død. Aschehough, Kopenhagen 1995                              | Ein kerngesunder Tod Scherz, Bern u. a. 1999            |
| 2000 | Donna Leon             | Mord i fremmed land Forum, Kopenhagen 1999                                                   | Endstation Venedig Diogenes, Zürich 1995                |
| 2001 | Ian Rankin             | Fortids synder Black & Blue. Orion, London 1997                                              | Das Souvenir des Mörders Goldmann, München 2005         |
| 2002 | Minette Walters        | Syreparken Acid Row. Macmillan 2001                                                          | Der Nachbar Goldmann, München 2002                      |
| 2003 | Carol O’Connell        | Judasbarnet Judas Child. Hutchinson, London 1999                                             | Das Judaskind Goldmann, München 2000                    |
| 2004 | Arne Dahl              | Europa blues Europa Blues. Bra Böcker, Malmö 2001                                            | Tiefer Schmerz Piper, München 2005                      |
| 2005 | Henning Mortensen      | Den femte årstid Modtryk, Aarhus 2004                                                        |                                                         |
| 2006 | Peter Robinson         | Kold er graven Cold is the Grave. Macmillan, London 2001                                     | Kalt wie das Grab Ullstein, München 2002                |
| 2007 | Håkan Nesser           | Skyggerne og regnen Skuggorna och regnet. Bonnier, Stockholm 2004                            | Die Schatten und der Regen btb, München 2005            |
| 2008 | Karin Alvtegen         | Skygge Skugga. Natur och kultur, Stockholm 2007                                              | Schatten DuMont, Köln 2007                              |
| 2009 | Don Winslow            | Frankie Machines sidste vinter The winter of Frankie Machine. Alfred A. Knopf, New York 2006 | Frankie Machine Suhrkamp, Frankfurt/M. 2009             |
| 2010 | Jo Nesbø               | Panserhjerte Panserhjerte. Aschehoug, Oslo 2009                                              | Leopard Ullstein, Berlin 2010                           |
| 2011 | Jean-Christophe Grangé | Forbarm dig Rosinante, Kopenhagen 2010                                                       | Choral des Todes Ehrenwirth, Bergisch Gladbach 2009     |
| 2012 | Leif G.W. Persson      | Den døende detektiv Den døende detektiven, Bonnier, Stockholm 2010                           | Der sterbende Detektiv btb, München 2011                |
| 2013 | James Ellroy           | Den røde gudinde Blood’s a Rover. Alfred A. Knopf, New York 2009                             |                                                         |
| 2014 | Philip Kerr            | En mand uden åndedræt Modtryk, Aarhus 2013                                                   | Wolfshunger Wunderlich, Reinbek 2013                    |
| 2015 | Håkan Nesser           | Levende og døde i Winsford Modtryk, Aarhus 2014                                              | Die Lebenden und Toten von Winsford btb, München 2014   |
| 2016 | Gard Sveen             | Den sidste pilgrim Forlaget Klim, Aarhus 2015                                                | Der letzte Pilger List, Berlin 2016                     |
| 2017 | Yrsa Sigurðardóttir    | DNA DNA, Veröld, Reykjavík 2014                                                              | DNA btb, München 2016                                   |
| 2018 | Michelle Richmond      | Til døden os skiller The marriage pact, Bantam, 2017                                         |                                                         |
| 2019 | Michael Connelly       | To slags sandhed Two Kinds of Truth, Orion Publishing Group, 2017                            |                                                         |
| 2020 | Magnus Montelius       | Otte måneder Åtta månader, Bonnier, Stockholm 2019                                           |                                                         |
| 2021 | Mick Herron            | Døden løver Aschehough, Kopenhagen 2021                                                      |                                                         |
| 2022 | Arttu Tuominen         | Sendebuddet Modtryk, Aarhus 2022                                                             |                                                         |

1 = Verlags- und Jahresangaben beziehen sich auf die Original- bzw. deutschen Erstausgaben

## Palle-Rosenkrantz-Ehrenpreis
| Jahr | Preisträger     | Nationalität |
| ---- | --------------- | ------------ |
| 2002 | Anders Bodelsen | Dänemark     |